# Gaggenau (marque)
Gaggenau est une marque d'électroménager de luxe allemande qui appartient au groupe BSH Hausgeräte. Fondée en 1683, son siège social se situe à Munich, même si le nom Gaggenau provient de la ville éponyme.
La marque est spécialisée dans la conception et la production d'appareils électroménagers de luxe.

## Historique
Créée en 1683 à Gaggenau en Forêt Noire, en Allemagne par le margrave Louis Guillaume de Bade-Bade, l'entreprise était alors une forge fabriquant marteaux et clous. Dans les usines Gaggenau, les biens de consommation furent dès le départ fabriqués en métal. Très vite, l'entreprise s'est développée pour devenir une spécialiste en émaillage.
En 1961, Georg von Blanquet reprit les rênes de Gaggenau, qui devint une marque de luxe de renommée internationale.

## Site de production
- Usine de Lipsheim : centre de compétence gaz et vapeur du groupe BSH[1]

Le site fabrique des appareils de cuisson (fours électriques, micro-ondes, plaques de cuisson gaz et électriques) vendus sous la marque Gaggenau.
Certaines gammes de produits (hors appareils de cuisson) sont assemblées dans d'autres sites de production du groupe BSH Hausgeräte.